# Turin Brakes
Turin Brakes, popduo bestående av Olly Knights och Gale Paridjanian från London i Storbritannien och samarbetande musiker Rob Allum och Eddie Myer.

## Diskografi
Studioalbum
- The Optimist LP (2001)
- Ether Song (2003)
- Jackinabox (2005)
- Dark On Fire (2007)
- Outbursts (2010)
- We Were Here (2013)
- Lost Property (2016)
- Invisible Storm (2018)
- Wide-Eyed Nowhere (2022)

Livealbum
- Live at the Palladium (2005)
- The Optimist Live (2011)

Samlingsalbum
- Bottled At Source - The Best Of The Source Years (2009)

EPs
- The Door EP (1999)
- The State of Things EP (2000)
- Fight or Flight (2000)
- NapsterLive (2005)
- The Red Moon EP (2005)
- Something Out Of Nothing EP (2007)
- Everybody Knows Everyday's A Black Wicked Game (2010)
- Xerox (2011)
- We Were Here (2013)

Singlar
- "The Door" (2001)
- "Underdog (save me)" (2001)
- "Mind Over Money" (2001)
- "Emergency 72" (2001)
- "Long Distance" (2002)
- "Pain Killer (Summer Rain)" (2003) (#5 på UK Singles Chart)
- "Average Man" (2003)
- "5 Mile (These Are the Days)" (2003)
- "Fishing for a Dream" (2005)
- "Over and Over" (2005)
- "Stalker" (2007)
- "Something In My Eye" (2008)
- "Sea Change" (2010)